# Tadeusz Matusiak (historyk)
Tadeusz Matusiak (ur. 27 marca 1933 w Warszawie, zm. 8 października 2020) – polski historyk, działacz kulturalny i muzealnik. Inicjator powstania Muzeum Stutthof w Sztutowie oraz jego pierwszy dyrektor (1963–1972). W latach 1972–1976 dyrektor Muzeum Gdańska.

## Życiorys
Urodził się w 1933 w Warszawie. Był członkiem gdańskiej tajnej organizacji harcerskiej „Szczerbiec”, której działalność była skierowana na rozpowszechnianie treści patriotycznych i antyradzieckich. W grudniu 1953, został aresztowany, a w marcu 1954 skazany na rok więzienia w zawieszeniu, utratę praw publicznych i obywatelskich i utratę mienia. Wykonanie kary w części pozbawienia wolności darowano na podstawie ustawy o amnestii z dnia 22 listopada 1952, natomiast jako skazany za działalność antykomunistyczną nie mógł kontynuować nauki i zatrudnienia. Zrehabilitowany wyrokiem Sądu Okręgowego w Gdańsku z 7 marca 2012.
W 1956 podjął studia na Katolickim Uniwersytecie Lubelskim, które ukończył obroną pracy magisterskiej w 1961 na Wydziale Historycznym Uniwersytetu Mikołaja Kopernika w Toruniu. Pracę zawodową rozpoczął jako nauczyciel historii w VII Liceum Ogólnokształcącym w Gdańsku Oruni. Równocześnie, wraz z byłymi więźniami obozu Stutthof rozpoczął aktywną działalność na rzecz zachowania pamięci i upamiętnienia. Na jego barkach spoczęło stworzenie Miejsca Pamięci na terenie, który od 1945 ulegał powolnej dewastacji i zapomnieniu. Dzięki jego staraniom wokół Muzeum skupione były różne organizacje społeczne, środowisko byłych więźniów obozu Stutthof i ich rodziny, rozpoczęto budowanie kolekcji muzealnej i gromadzenie zbiorów archiwalnych, uporządkowano teren poobozowy, rozpoczęto prace badawcze nad historią KL Stutthof. Kierował Muzeum Stutthof w Sztutowie do czerwca 1972, kiedy to został powołany na funkcję dyrektora Muzeum Historii Miasta Gdańska, którą pełnił do 1976.
W 1974 otrzymał Nagrodę Miasta Gdańska w Dziedzinie Kultury „Splendor Gedanensis”.
Pochowany z żoną Darią (1936–2015) na cmentarzu parafialnym w Nadarzynie (sektor B8-B-6).